# Renaud Duterme
Renaud Duterme, né en 1986, est un auteur et géographe belge. Il s'intéresse tout particulièrement aux questions de géographie, de réchauffement climatique.

## Biographie
- Comité pour l'abolition des dettes illégitimes (en)

## Idées et concepts
- Décroissance
- Low-tech
- Grands travaux inutiles

## Publications
- Renaud Duterme, La dette cachée de l'économie : La dette cachée de l'économie, Les Liens qui libèrent, 2014, 208 p. (ISBN 9791020901026)
- Renaud Duterme, Petit manuel pour une géographie de combat, La Découverte, 2020, 208 p. (ISBN 9782348055577)
- Renaud Duterme, Nos Mythologies écologiques : Déconstruire les idées reçues sur le changement climatique, Les Liens qui libèrent, 2022, 144 p. (ISBN 979-10-209-1085-1)
- Renaud Duterme, Pénuries : La dette cachée de l'économie, Payot, 2024, 224 p. (ISBN 2228934933)

### Contributions à des ouvrages collectifs
- Renaud Duterme, « En finir avec le capitalisme ? », dans Laurent Testot et Laurent Aillet (direction), Collapsus : Changer ou disparaître ? Le vrai bilan sur notre planète, Éditions Albin Michel, 2020, 352 p. (ISBN 978-2-22644-897-2).